# RKSV Centro Dominguito
RKSV Centro Dominguito ist ein Fußballverein aus Willemstad auf der Insel Curaçao und spielt in der Saison 2015 in der Sekshon Pagá, der höchsten Spielklasse des nationalen Fußballverbands von Curaçao. Der Verein ist dreimaliger Gewinner der Sekshon Pagá. 

## Erfolge
- Sekshon Pagá[1]

Meister: 1987, 2012, 2013, 2015, 2016, 2017